# Five Songs and a Cover
Albums de Foo Fighters
In Your Honor
(2005) Skin and Bones
(2006)
Five Songs and a Cover ou 4 Stars est un EP du groupe américainde rock alternatif Foo Fighters publié le 20 novembre 2005 par RCA Records et distribué uniquement dans les magasins Best Buy.
L'EP est une compilation de faces-B de l'album In Your Honor sorti en 2005. Le titre se réfère simplement au fait qu'il contient cinq chansons et une reprise. Cette dernière est I Feel Free du groupe Cream pour laquelle le batteur Taylor Hawkins et le chanteur Dave Grohl échangent leur rôle. La chanson Skin and Bones est publiée en tant que face-B de DOA, mais devient par la suite une chanson majeure du groupe lors de leurs concerts acoustiques.

## Liste des chansons
Toutes les chansons sont écrites et composées par Dave Grohl, Taylor Hawkins, Nate Mendel et Chris Shiflett sauf si annoté.
| No | Titre                                                                                | Auteur                 | Durée |
| -- | ------------------------------------------------------------------------------------ | ---------------------- | ----- |
| 1. | Best of You (concert au Quart Festival, à Kristiansand en Norvège le 7 juillet 2005) |                        | 4:41  |
| 2. | DOA (démo, apparaît sur le single Resolve)                                           |                        | 4:11  |
| 3. | Skin and Bones (démo, apparaît sur le single DOA)                                    | Grohl                  | 3:37  |
| 4. | World (démo, apparaît sur le single Resolve)                                         |                        | 5:40  |
| 5. | I Feel Free (apparaît sur le single DOA, reprise de Cream)                           | Jack Bruce, Pete Brown | 2:56  |
| 6. | FFL [Fat Fucking Lie] (apparaît sur le single Best of You)                           |                        | 2:29  |

## Membres du groupe lors de l'enregistrement
- Dave Grohl - chant, guitare, batterie sur I Feel Free
- Chris Shiflett - guitare
- Nate Mendel - basse
- Taylor Hawkins - batterie, chant sur I Feel Free